# Antonio Verico

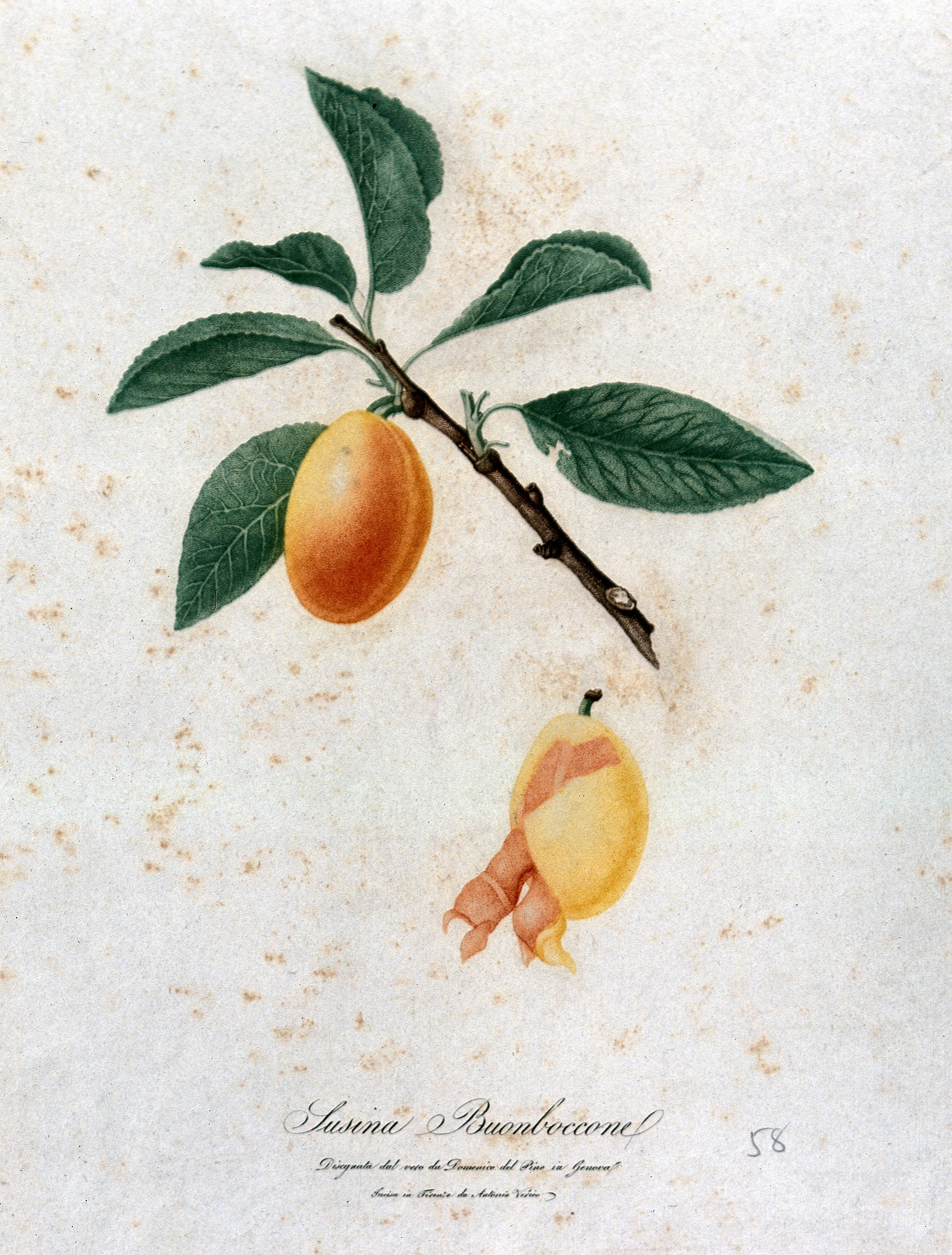
Antonio Verico, Susina Buonboccone, incisione da Domenico Del Pino

Antonio Verico (Bassano, 1775 – Firenze, post 1822) è stato un incisore italiano.

## Biografia
Ha lavorato come calcografo a Roma e a Firenze, incidendo su disegno di vari autori, con tecnica vicina a quella di Raffaello Morghen, che insegnava all'Accademia di belle arti di Firenze, ed esercitandosi anche nel punteggiato. Ha realizzato all'acquaforte ritratti di papi - come Pio VII, da Giuseppe Collignon - e di monarchi. Ha realizzato incisioni tratte da Leonardo da Vinci (Ultima cena), da Agostino Masucci (San Luigi Gonzaga) e da Vincenzo Seganti (Il trionfo della religione e la coalizione di Paolo I).
Illustrò, con incisioni, episodi di guerra, avvenuti in Italia fra il 1796 e il 1814, in un periodo storico cruciale per i destini della Panisola. Tra queste incisioni, il Passaggio del Po a Vicenza, la Battaglia al Ponte di Lodi sul fiume Adda ne' 10 maggio 1796, Ingresso solenne delle truppe francesi in Milano il 15 maggio 1796, la Battaglia di San Giorgio presso Mantova del 16 settembre 1796, la Battaglia di Roveredo del dì 18 Fructidor an. 4 che corrisponde a' 5 settembre 1796, la Battaglia d'Arcolo del dì 25, 26 e 27 Brumaire an. V, che corrisponde ai 16-18 novembre 1796, la Battaglia del Tagliamento seguita li 17 marzo 1796. Queste incisioni erano tratte da disegni di Carle Vernet o di Vincenzo Seganti e stampate a Firenze.
Antonio Verico ha inciso alcune tavole dell'opera Pomona Italiana (Trattato degli alberi fruttiferi contenente la Descrizione delle megliori varietá dei Frutti coltivati in Italia, accompagnato da Figure disegnate, e colorite sul vero) di Giorgio Gallesio, composta da due volumi, editi in fascicoli dal 1817 al 1839.

### Altre incisioni

#### Royal Academy of Arts
- San Giovanni riceve la benedizione dal papa, 1829, 24,3x37,5 cm, da Franciabigio, disegno di  Francesco Pieraccini (circa 1823-post 1851) [1]
- Nascita di San Giovanni Battista, 23,2x38 cm, da Andrea del Sarto, disegno di Francesco Pieraccini[2]

#### Biblioteca nazionale di Spagna
- Maria Luisa d'Austria, 22,4x17,6 cm, disegno di Gaetano Piattoli [3]
- Ritratto di Elisa granduchessa di Toscana, 38,5x27,5, dipinto di Pietro Benvenuti (1769-1844), disegno di Vincenzo Gozzini